# Amanitaceae
Amanitaceae is een familie van schimmels uit de orde Agaricales waartoe onder andere de Vliegenzwam behoort. 
De familie omvat 792 soorten en telt acht geslachten (peildatum oktober 2020):
- Amanita (707)
- Amarrendia (3)
- Aspidella (9)
- Catatrama (2)
- Limacella(39)
- Limacellopsis (2)
- Saproamanita (1)
- Zhuliangomyces (6)